# 16594 Sorachi
16594 Sorachi è un asteroide della fascia principale. Scoperto nel 1992, presenta un'orbita caratterizzata da un semiasse maggiore pari a 2,6058266 UA e da un'eccentricità di 0,0366699, inclinata di 10,69062° rispetto all'eclittica.